# 3rd bridge-gitaar

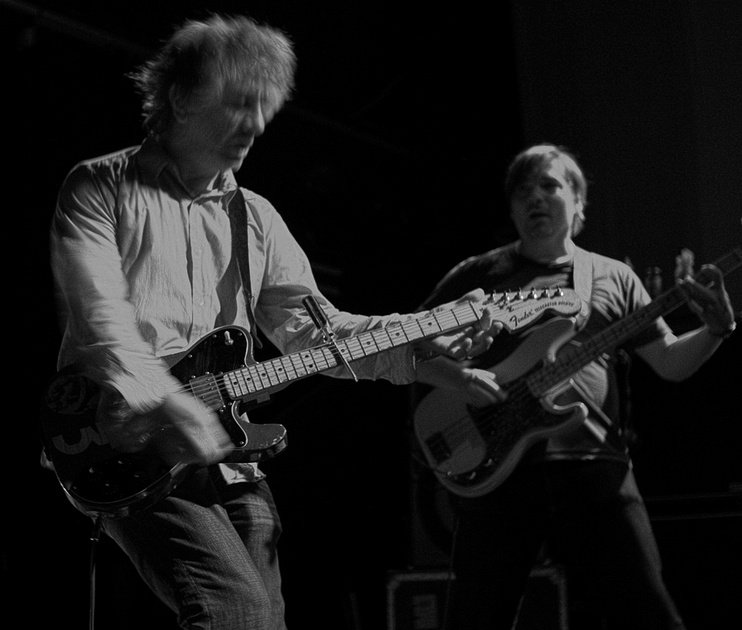
Lee Ranaldo (links) van Sonic Youth met schroevendraaier en Fender Telecaster Deluxe

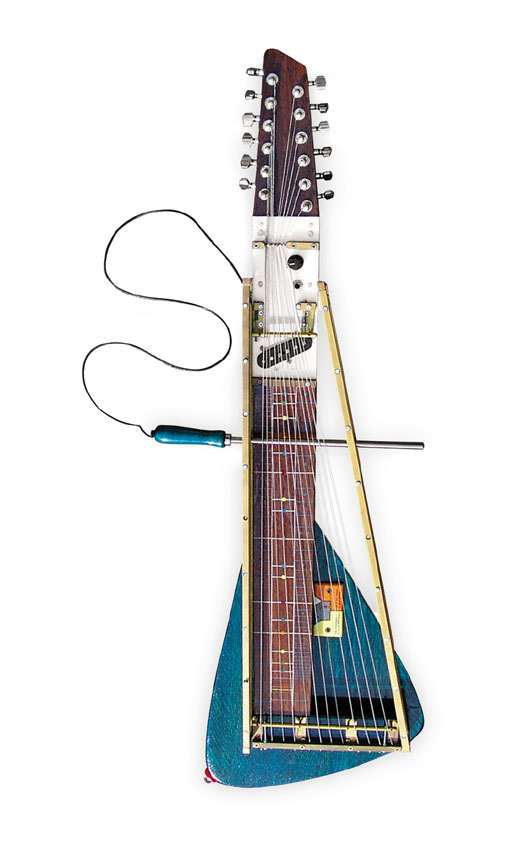
De Moodswinger

De 3e brug posities kunnen vergeleken worden met de flageoletspeltechniek

Een 3rd bridge-gitaar is een elektrische gitaar met een toegevoegde derde brug. Meestal is de derde brug een drumstok, schroevendraaier, balpen of Japans eetstokje. Een 3rd bridge-gitaar kan een normale elektrische gitaar zijn die aangepast is, een geprepareerde gitaar, of het kan een ander, eventueel zelf ontworpen, elektrisch snaarinstrument zijn. Door de toevoeging van de derde brug is het feitelijk geen gitaar, maar een zither, omdat er geen gebruik wordt gemaakt van de frets.

## Geschiedenis
Deze speltechniek is een afgeleide van de geprepareerde piano van John Cage. Keith Rowe was waarschijnlijk de eerste gitarist die deze speltechniek toepaste op zijn geprepareerde gitaar. Een andere pionier was Fred Frith. Glenn Branca componeerde microtonale composities met deze techniek en bouwde speciale instrumenten met een derde brug. Zijn werk is een grote inspiratiebron voor Sonic Youth geweest die beroemd werden met hun schroevendraaiermethode, met name hoorbaar op hun album Confusion is Sex.
Andere gitaarbouwers die instrumenten ontwierpen met een toegevoegde derde brug zijn Bradford Reed met zijn Pencilina en de noise band Neptune uit Boston. In 2006 werd een 12-snarige boventoon zither met ingebouwde derde brug, genaamd de Moodswinger, ontwikkeld voor de Amerikaanse noiseband Liars. De toonschaal op dit instrument is een opsomming van alle eenvoudige breuken die tot harmonische boventonen leiden. Ook The Luyas gebruiken ditzelfde instrument.

## Hoe het werkt
De verplaatsbare derde brug verdeelt de snaar in twee delen. De snaar wordt vervolgens aangeslagen aan de kant waar de pickup zich niet bevindt. Door de aanslag resoneert de wederhelft, afhankelijk van de positie van de stang, in een bepaalde boventoon. Op eenvoudige breukverhoudingen is deze boventoon luid en consonant. Hoe hoger het getal onder de breukstreep, des te zwakker is de resonantie. Door zowel de aanslag als de boventoon resoneert de weerszijden naast de boventoon ook nog in zijn eigen grondtoon.
Eenvoudig verklaard:
| 1f | 0440 Hz | grondtoon        | eerste harmonische |
| 2f | 0880 Hz | eerste boventoon | tweede harmonische |
| 3f | 1320 Hz | tweede boventoon | derde harmonische  |
| 4f | 1760 Hz | derde boventoon  | vierde harmonische |

Meer complex:
| stangpositie | resonerende ondertoon                      | harmonische boventoon   | centen | verminderde centen |
| ------------ | ------------------------------------------ | ----------------------- | ------ | ------------------ |
| 1/2          | octaaf                                     | P8                      | 1200,0 | 0,0                |
| 1/3          | reine kwint                                | P8 + P5                 | 1902,0 | 702,0              |
| 1/4          | reine kwart                                | 2P8                     | 2400,0 | 0,0                |
| 1/5          | reine grote terts                          | 2P8 + reine M3          | 2786,3 | 386,3              |
| 1/6          | reine kleine terts                         | 2P8 + P5                | 3102,0 | 702,0              |
| 1/7          | septimale kleine terts                     | 2P8 + septimale m7      | 3368,8 | 968,8              |
| 1/8          | septimale grote secunde                    | 3P8                     | 3600,0 | 0,0                |
| 1/9          | grote secunde                              | 3P8 + pyth M2           | 3803,9 | 203,9              |
| 1/10         | kleine grote secunde                       | 3P8 + reine M3          | 3986,3 | 386,3              |
| 1/11         | vier vijfde toon, Ptolemeus' secunde       | 3P8 + reine M3 + GUN2   | 4151,3 | 551,3              |
| 1/12         | driekwarttoon, undecimale neutrale secunde | 3P8 + P5                | 4302,0 | 702,0              |
| 1/13         | tridecimale twee derde toon                | 3P8 + P5 + T23T         | 4440,5 | 840,5              |
| 1/14         | twee derde toon                            | 3P8 + P5 + septimale m3 | 4568,8 | 968,8              |
| 1/15         | grote diatonische halve toon               | 3P8 + P5 + reine M3     | 4688,3 | 1088,3             |
| 1/16         | diatonische halve toon                     | 4P8                     | 4800,0 | 0,0                |

Op breukverhoudingen als bijvoorbeeld 2/5 is de harmonische boventoon identiek aan die van 1/5.

## Bekende songs waarbij de speelwijze toegepast werd
- Bull in the Heather, Sonic Youth - Experimental Jetset and No Star
- Goodmorning Captain, Slint - Spiderland (ook op de soundtrack van de film Kids)
- The World looks Red, Sonic Youth - Confusion is Sex

## Bekende muzikanten
- Derek Bailey
- Glenn Branca
- Fred Frith
- Bradford Reed
- Keith Rowe
- Slint
- Sonic Youth